# Frederic Vester

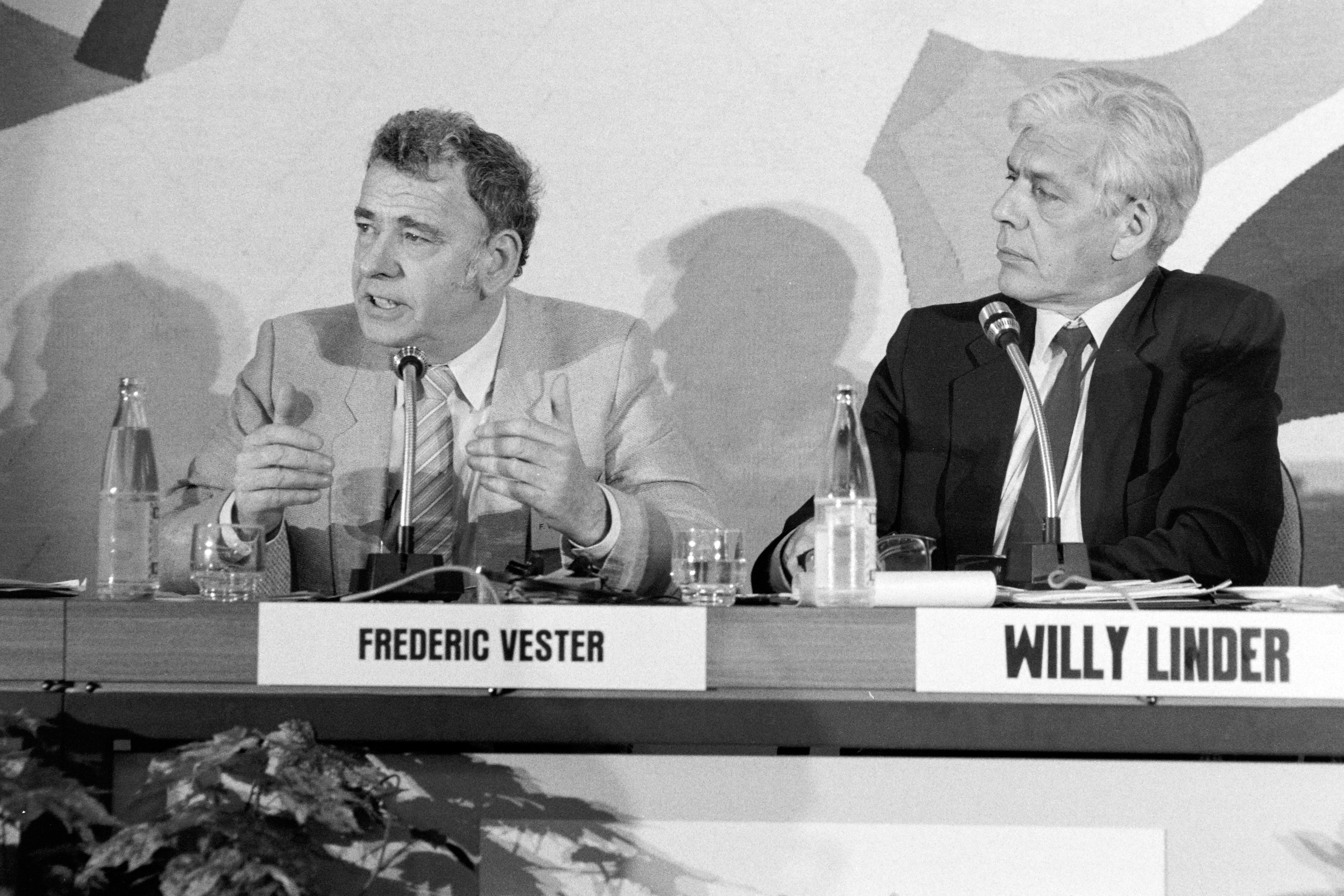
Frederic Vester (links) am St. Gallen Symposium 1983

Frederic Vester (* 23. November 1925 in Saarbrücken; † 2. November 2003 in München) war ein deutscher Biochemiker, Systemforscher, Umweltexperte, Universitätsprofessor und Publizist populärwissenschaftlicher Literatur.

## Leben
Frederic Vester studierte Chemie in Mainz, Paris und Hamburg, wurde 1953 zum Dr. rer. nat. promoviert, war Postdoc in Yale (USA), Saarbrücken und München und habilitierte sich 1969 in Biochemie. Er gründete 1970 die Studiengruppe für Biologie und Umwelt Frederic Vester GmbH in München, nach seinem Tod in „frederic vester GmbH“ umfirmiert, deren Geschäftsführer er auch war und die sich durch staatliche und privatwirtschaftliche Beratungsaufträge finanzierte. Ab 1974 war er Präsident des Bayerischen Volkshochschulverbands. Von 1982 bis 1989 war Vester ordentlicher Professor für Interdependenz von technischem und sozialem Wandel am Lehrstuhl für Interdependenz von Technik und Gesellschaft der Universität der Bundeswehr München, von 1989 bis 1991 Gastprofessor für angewandte Ökonomie an der Hochschule St. Gallen. 1980 kam sein Brettspiel Ökopoly – ein Umweltsimulationsspiel heraus. Als Autor und über seine Präsenz in den Medien hat Vester das Systemverständnis und das „Vernetzte Denken“ im deutschen Sprachraum populär gemacht.
Frederic Vester ist Vater der nach seiner Mutter benannten Schauspielerin Saskia Vester und ihrer Schwester Madeleine Vester, die ebenfalls als Schauspielerin tätig ist. Er gehört zu den Gründungsmitgliedern des BUND und war im deutschsprachigen Raum einer der Pioniere der Umweltbewegung. Vester ist auf dem Nordfriedhof in München begraben.

## Vernetztes Denken
Unter Berufung auf die Kybernetik (bzw. Biokybernetik) hat Vester systemisches („vernetztes“) Denken propagiert, ein Ansatz, in dem die Eigenschaften eines Systems als ein vernetztes Wirkungsgefüge gesehen werden. Die einzelnen Eigenschaften, die zunächst als Variablen im Papiercomputer bzw. der Einflussmatrix in ihrer Wirkung bewertet werden, verstärken oder schwächen andere Größen des Systems (Rückkopplung). Diese den ungeübten („linear denkenden“) Betrachter verwirrende Vernetzung kann mit Hilfe der Methodik von Vester in mehreren Arbeitsschritten analysiert, grafisch dargestellt und nachvollziehbar gemacht werden. Auf diese Weise können z. B. positive, d. h. selbstverstärkende, und negative, d. h. selbstregulierende, Rückkopplungskreisläufe sicher erkannt werden. Einflussgrößen werden in ihrer Systemqualität sichtbar und bewertet (z. B. als stabilisierend, kritisch, puffernd oder empfindlich für äußere Einflüsse usw.) und können durch Simulationen in Bezug auf ihre langfristigen oder speziellen Wirkungen betrachtet werden. Auf der Grundlage eines so erarbeiteten Modells können Fragen nach sinnvollen Eingriffsmöglichkeiten und Steuerhebeln, zukünftiger Entwicklung oder möglichen Systemverbesserungen beantwortet werden. Die von Vester entwickelten Methoden fasste er in seinem Sensitivitätsmodell Prof. Vester zusammen, für das er eine aufwändige Software erstellte und das über Seminare und seit ca. 1980 in zum Teil umfangreichen Studien und Projekten Verbreitung fand. Seit dem Tod Vesters und der Übernahme der Rechte an allen Werken Vesters durch Fredmund Malik wird es als Malik Sensitivitätsmodell nach Prof. Vester vermarktet. Die Methoden des Vester'schen Sensitivitätsmodells fanden weltweit in Management- und Planungsprojekten Anwendung.

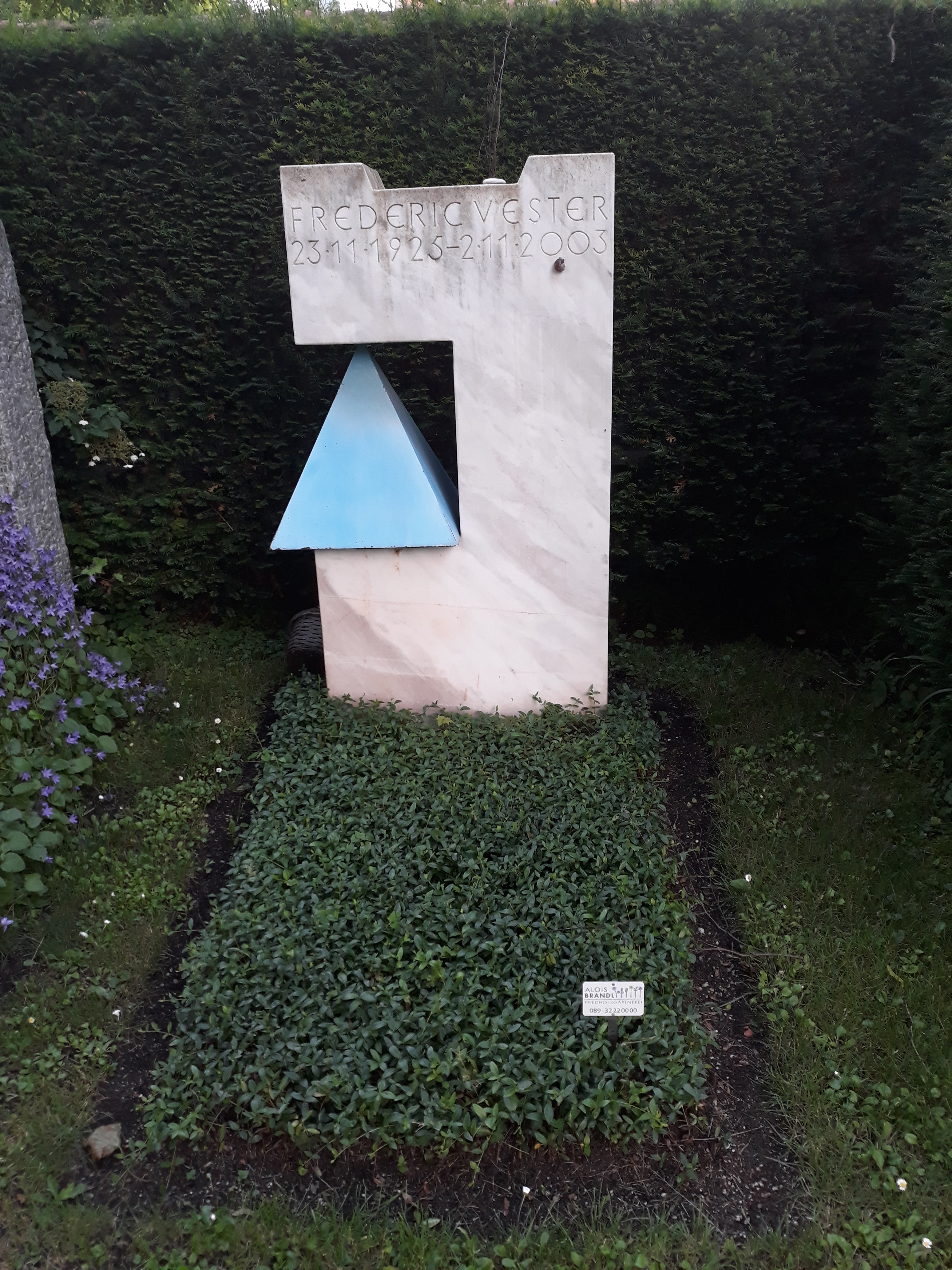
Das Grab von Frederic Vester auf dem Münchner Nordfriedhof

In seinem Bestseller „Denken, Lernen, Vergessen“ hat Vester Hypothesen formuliert, wonach verschiedene Typen von Lernern (Lerntypen) verschiedene „Kanäle“ (auditiv, visuell, haptisch, verbal-abstrakt) bevorzugen. Nach eigenen Untersuchungen stellte Vester eine Theorie der Lernbiologie auf, die die jedem Menschen eigenen Besonderheiten beim Aufnehmen, Verknüpfen und Speichern von Informationen beschreibt. Allerdings treten nach Vester die vier Lerntypen dieses Modells selten als idealtypische Ausprägungen auf, sondern meistens als Mischformen mit schwerpunktmäßiger Veranlagung (so zum Beispiel der audio-visuelle Typ). Diese Klassifikation ist wissenschaftlich umstritten, aber von Pädagogen im deutschen Sprachraum in großem Umfang rezipiert worden.
Vester wurde im Jahr 1993 in den Club of Rome aufgenommen. 1999 wurde Vesters Buch „Die Kunst, vernetzt zu denken. Ideen und Werkzeuge für den Umgang mit Komplexität“ als „Der neue Bericht an den Club of Rome“ veröffentlicht (aktuell 10. Auflage dtv 2015). In dem Buch fasst Vester seine wesentlichen Aussagen zusammen und zeigt das Vorgehen sowie das breite Anwendungsspektrum des Sensitivitätsmodells in praktischen Projekten auf.

## Auszeichnungen (Auswahl)
- Förderpreis des Stifterverbands für die Deutsche Wissenschaft im Rahmen des Adolf-Grimme-Preises 1974 (für die Sendung Künstliche Erinnerungen? Neue Entdeckungen der Hirnforschung, zusammen mit Gerhard Henschel)
- Deutsche Umweltschutzmedaille 1975
- Autorenpreis der Deutschen Umwelthilfe 1979
- Umweltpreis der Stadt Essen 1984
- Philip Morris Forschungspreis 1984
- Saarländischer Verdienstorden 1989[4]
- Bayerische Umweltmedaille 1992
- München leuchtet 1995
- Ehrenmedaille der Leipziger ökonomischen Sozietät 2001

## Werke (Auswahl)

### Bücher
- Bausteine der Zukunft. Fischer Bücherei, Frankfurt/Hamburg 1968.
- Das kybernetische Zeitalter, S. Fischer, 1974/1982, ISBN 3-10-087201-0
- Denken, Lernen, Vergessen – Was geht in unserem Kopf vor, wie lernt das Gehirn, und wann läßt es uns im Stich? Originalausgabe: dva (Deutsche Verlags-Anstalt), Stuttgart 1975 (Platz 1 der Spiegel-Bestsellerliste vom 31. März bis zum 24. August 1975); Taschenbuchausgabe: dtv, München, 1. Auflage 1978, 31. Auflage 2007, 33. Auflage September 2009, 38. Auflage September 2018 ISBN 978-3-423-33045-9
- Phänomen Stress – Wo liegt sein Ursprung, warum ist er lebenswichtig, wodurch ist er entartet?, dtv, München 1976/2002, ISBN 3-423-33044-9 (Platz 1 der Spiegel-Bestsellerliste vom 1. März bis zum 18. April 1976)
- Ballungsgebiete in der Krise: Vom Verstehen und Planen menschlicher Lebensräume, Studie im Auftrag des Bundesministeriums des Inneren im Rahmen des Umweltforschungsprogramms, dtv, München 1976/1991, ISBN 3-423-11332-4
- Krebs – fehlgesteuertes Leben (mit Gerhard Henschel). dtv, München, 1977
- Neuland des Denkens – Vom technokratischen zum kybernetischen Zeitalter, dtv, München 1984/2002, ISBN 3-423-33001-5
- Ein Baum ist mehr als ein Baum – ein Fensterbuch, Kösel, München 1985, ISBN 3-466-11050-5
- Bilanz einer Ver(w)irrung, Heyne, 1986, ISBN 3-453-43090-5
- Der Wert eines Vogels, Kösel, München 1987, ISBN 3-466-11038-6
- Wasser=Leben, Ein kybernetisches Umweltbuch mit 5 Kreisläufen des Wassers. Illustrationen: Peter Schimmel. Ravensburger, 1987, ISBN 3-473-35597-6
- Leitmotiv vernetztes Denken. Für einen besseren Umgang mit der Welt. Heyne Sachbuch 109, 1990, ISBN 3-453-04020-1
- Ausfahrt Zukunft: Strategien für den Verkehr von morgen (beinhaltet die Ergebnisse der Ford-Studie) Heyne, 1991, ISBN 3-453-03983-1
- Crashtest Mobilität. Die Zukunft des Verkehrs. Fakten, Strategien, Lösungen., dtv, München 1999, ISBN 3-423-33050-3
- Unsere Welt – ein vernetztes System, dtv, München 2002, ISBN 3-423-33046-5. Auch Wanderausstellung seit 1978.
- Aufmerksamkeit im Unterricht (mit Günther Beyer), Verlag Quelle & Meyer, Aachen 2002, ISBN 3-494-01317-9
- The Art of Interconnected Thinking. Ideas and Tools for tackling complexity. MCB-Verlag, München 2007
- Die Kunst vernetzt zu denken – Ideen und Werkzeuge für einen neuen Umgang mit Komplexität; Der neue Bericht an den Club of Rome, DVA und dtv, München, 1. Auflage 1999, 6. Auflage 2007, 9. Auflage 2012, ISBN 3-423-33077-5
- Das Ei des Kolumbus. Ein Energiebilderbuch von Frederic Vester, Kösel‐Verlag, München 1979.
- Sensitivitätsmodell Prof. Vester (seit 2006 Malik Sensitivitätsmodell nach Prof. Vester. Softwarepaket Malik Management Zentrum St. Gallen AG)

### Spiele
- Ökolopoly. Ein kybernetisches Umweltspiel, 1980 als Brettspiel, 1996 als PC-Diskette, später unter dem Namen Ecopolicy auf CD-ROM.

### Filme
- Denken, Lernen, Vergessen; 3-teilige Serie, 130 Minuten.
- Phänomen Stress; 4-teilige Serie, 52 Minuten.
- Neuland des Denkens; 2-teilige Serie, 135 Minuten.
- Meister der Komplexität; Interview, 55 Minuten.

### Multimedia
- Zeitbombe Klimawandel: ein Durchgang durch die Vernetzung der wichtigsten Klimafaktoren; Multimedia-CD-ROM für Windows, 2007, Gazette-Verlags-GmbH, München
- Ecopolicy – das kybernetische Strategiespiel; Lehr-Software gemäß JuSchG; (CD-ROM), MCB Publishing House, München, 2011, ISBN 3-939314-12-9 (deutsch-/englischsprachige multimediale CD-ROM für Windows, als Einzel- oder Netzwerkversion)